# 오푸스 (밴드)
오푸스(Opus)는 1973년에 결성된 오스트리아의 팝 록 밴드이다. 이 밴드는 1985년 《Live is Life》라는 싱글 음악으로 잘 알려져 있다. 유럽 음악 차트 톱 10에서 이 곡이 수록되었다.
오푸스의 또 다른 명곡은 파워 발라드 장르의 노래인 〈Flyin' High〉로 음반 《Live is life》, 미국에서 발매된 음반 《Live is life》에서 라이브 버전이 수록되었다. 1980년대 중반에는 오스트리아의 록 스타인 팔코(Falco)가 〈Flyin' High〉 공연에 참여하기 위해 오푸스에 합류했다. 오푸스는 오스트리아, 독일, 스위스에서 다른 노래들로 성공을 거두었다.

## 주요 멤버
- 헤르비히 뤼디서 (Herwig Rüdisser, 보컬)
- 에발트 플레거 (Ewald Pfleger, 기타, 보컬)
- 쿠르트레네 플리스니어 (Kurt-Rene Plisnier, 키보드)
- 귄터 그라스무크 (Günter Grasmuck, 드럼, 타악기)

## 장르별 음반

### 스튜디오 앨범
- Daydreams (1980)
- Eleven (1981)
- The Opusition (1982)
- Up and Down (1984)
- Solo (1985)
- Opus (1987)
- Magical Touch (1990)
- Walkin' on Air (1992)
- Love, God & Radio (1996)
- The Beat Goes On (2004)

### 라이브 앨범
- Live Is Life (1984)
- Jubileé (1993)
- Tonight at the Opera (2009)
- Graz Liebenau (2013)

### 컴파일
- Best of (1985)
- Greatest Hits – The Power of Live Is Life (1998)
- Flyin' Higher – Greatest Hits (Best-Of) (2003)
- Back to Future – the Ultimate Best-Of (2008)

### 싱글
| 1982 | "Flyin' High"                | 5    | - | 45 | -  | - | 5 | - | -  |
| 1985 | "Live Is Life"               | 1    | 1 | 1  | 6  | 3 | 2 | 6 | 32 |
| 1985 | "Flyin' High (live version)" | 불명 | - | 37 | -  | - | 5 | - | -  |
| 1987 | "Whiteland"                  | 3    | - | -  | 39 | - | - | - | -  |
| 1988 | "Faster and Faster"          | 12   | - | -  | -  | - | - | - | -  |
| 1992 | "Gimme Love"                 | 9    | - | -  | -  | - | - | - | -  |
| 1994 | "The Power of Live Is Life"  | 3    | - | -  | -  | - | - | - | -  |